# Santa Maria di Gesù
Die Familie Santa Maria di Gesù war eine bedeutende kriminelle Organisation der Palermitaner Mafiafamilien, die vor allem im Mandamento um die Via Santa Maria di Gesù und in der Innenstadt von Palermo im Stadtviertel Kalsa ansässig war. Sie gehörte einst zusammen mit der Inzerillo-Familie zu den mächtigsten Familien Siziliens, verkörperte ursprünglich den alteingesessenen Mafiatypus Siziliens und wurde vor allem durch ihre Führungspersönlichkeiten wie Stefano Bontade, dem „Principe da Villagrazia – Fürst von Villagrazia“, verkörpert. Anfang der 1980er Jahre hatte der Clan circa 200 Mitglieder.

## Geschichte

### Aufstieg der Santa-Maria-di-Gesù-Familie
Stefano Bontade wurde im Jahr 1939 in eine bedeutende Mafiafamilie hineingeboren, welche das Umland von Villagrazia, Santa Maria di Gesù und Guadagna beherrschte. Die drei Ortschaften waren einst eigenständige ländliche Gemeinden, bevor sie in die Palermitaner Metropolregion eingemeindet wurden.
Der Großvater von Stefano Bontade, Stefano Bontá war ein körperlich sehr kräftiger und naturverbundener Mann. Man sagte ihm nach, dass er sogar feinstachelige Kaktusfeigen essen konnte.
Die Familie Bontá betrieb einen Großhandel mit Obst und Gemüse (Schwerpunkt Zitrusfrüchte) und bezog von der anfangs befreundeten Familie Greco aus Ciaculli Mandarinen-Stecklinge. Die Bontade besuchten Michele Greco häufig auf seinem Landsitz Fondo Favarella. Die Familien waren durch ein freundschaftliches Verhältnis miteinander verbunden, veranstalteten dort Festbankette und nahmen an Kaninchen- und Wachteljagden und an der Ausbildung von Jagdhunden teil.
Die Familie Bontá wechselte ihren Namen in Bontate oder Bontade um, die entsprechende Eintragung im Geburtsregister ist nicht bekannt. Sie hatte ihren Familiensitz mit angeschlossenen Obstgarten in der Via Villagrazia. Zu ihren illegalen Aktivitäten gehörte nach dem Zweiten Weltkrieg Lebensmittelschmuggel und Viehdiebstahl.
Stefanos Vater, Francesco Paolo Bontade (1914–1974), genannt „Don Paolino Bontà“, war einer der mächtigsten Capomafia der Insel und Sargträger bei der Beerdigung von Mafia-Capo Calogero Vizzini, einem der einflussreichsten Mafia-Bosse Siziliens nach dem Zweiten Weltkrieg bis zu seinem Tod im Jahr 1954.
Paolino Bontá hatte mit seiner Ehefrau Maria Lo Coco vier Kinder: Stefano (* 1938), Giovanni (* 1946), Rosa und Anna Maria Bontá bzw. Bontade.
Stefano Bontade und sein Bruder Giovanni Bontade, der später Anwalt wurde, wuchsen gemeinsam auf. Stefano und später Giovanni wurden von Jesuitenpadres am Gonzaga-Kolleg unterrichtet, einer Elitenschule im Zentrum von Palermo ausgebildet, an der auch Kinder von Adeligen ausgebildet wurden. Stefano Bontade knüpfte seinerzeit dort Kontakte zu bekannten Persönlichkeiten wie Prinz Alessandro Vanni Calvello Mantegna und betrieb Sportarten wie Jagd, Reiten und Tennis. Darüber hinaus galt er als Waffennarr. Da er an einer ausgesprochenen Flugangst litt, unternahm er lieber längere Autofahrten. Er soll mit dem Auto von Palermo nach Paris gefahren sein, um einem Bewohner aus seinem Heimatort Villagrazia im Krankenhaus zu besuchen, der dort einer Tumorbehandlung unterzogen wurde.
Im Jahr 1964, im Alter von 25 Jahren, wurde Stefano Bontade Capo der Mafia-Cosca Santa Maria di Gesù, als sein Vater wegen schwerer Diabetes gesundheitsbedingt zurücktreten musste.

### Erster Mafiakrieg
Im Juni 1963 ereignete sich im Zuge des Ersten Mafiakrieges das Massaker von Ciaculli, bei dem mehrere Personen ums Leben kamen. Daraufhin wurden die Bemühungen des Staates, gegen die Mafia vorzugehen, intensiviert. Innerhalb von zehn Wochen wurden 1200 Mafiosi festgenommen, von denen viele für fünf oder sechs Jahre aus dem Verkehr gezogen wurden. Des Weiteren wurde die Sizilianische Mafia-Kommission aufgelöst und die Mafiosi, die der Verhaftung entkommen waren, gingen ins Ausland beziehungsweise Exil oder mussten sich innerhalb Italiens verstecken. Im Jahr 1968 wurden 114 Mafiosi vor Gericht gestellt. Bontade gelang es dennoch, eine sehr wichtige Persönlichkeit an der Spitze der Cosa Nostra zu bleiben, und er war auch einer der Verantwortlichen für den Tod von Michele Cavataio im Massaker in der Viale Lazio, indem er zwei seiner soldati, Gaetano Grado und Emanuele D’Agostino, schickte.
Im Zuge der Ermordung von Pietro Scaglione, Generalstaatsanwalt von Palermo, am 5. Mai 1971, wurde Stefano Bontade 1972 verhaftet. Im zweiten „Prozess gegen die 114“ im Juli 1974 wurde er zu drei Jahren Haft verurteilt. Das Urteil wurde jedoch durch ein Berufungsverfahren aufgehoben. Dennoch wurde Bontade nach Qualiano (Provinz Neapel) verbannt. Die Politik, Mafiosi in andere Gebiete Italiens zu verbannen, schlug fehl, weil sie dadurch auch außerhalb der Insel Kontakte knüpfen konnten. Bontade zum Beispiel verband sich mit Giuseppe Sciorio vom Maisto-Clan der Camorra, der fortan mit der Cosa Nostra kooperieren sollte.

### Reichtum durch Drogenhandel
Die Die Santa-Maria-di-Gesù-Familie stieg durch strategische Verbindungen zu den Spatola-Brüdern in die Immobilienbranche und Bauwirtschaft ein. Im Zuge der Wiederaufbauhilfe nach dem Zweiten Weltkrieg kam es zu einer Zusammenarbeit mit den Behörden, welche Baugenehmigungen erteilten und es zu einer sogenannten „Zementschwemme“ kam. Im Zuge dieses Geschäftsbereiches wurden zahlreiche Schein- und Briefkastenfirmen gegründet.
Bontade und Nunzio La Mattina gelang es, sich durch die Verbindung mit der Camorra auf dem Markt des internationalen Zigarettenschmuggels zu etablieren. Nur durch Zigarettenschmuggel und anschließenden Heroinhandel konnten viele Mafiosi die schwierige Zeit nach dem Massaker von Ciaculli überleben. Das Heroin auf türkischer Morphinbasis wurde auf Sizilien raffiniert und weltweit vertrieben.
Bontade, der angeblich ein Vermögen von 10 Milliarden Lire erwirtschaftete, wurde ein Teil des breit gestreuten Spatola-Inzerillo-Gambino-Netzwerks, welches seit Mitte der 1970er Jahre bis Mitte der 1980er Jahre den Heroinhandel dominierte, bis die Pizza Connection zerschlagen wurde. Durch eine Verbindung mit John Gambino belieferten sie den großen US-Markt und verdienten, gemäß Giovanni Falcone, etwa 600 Millionen US-Dollar. Ein Großteil der Erlöse wurde in Immobilien reinvestiert.
Rosario Spatola, der in seiner Jugend in den Straßen von Palermo Wassermilch verkaufte, wurde Palermos größter Bauunternehmer und größter Steuerzahler Siziliens. Nachdem Rosarios Bruder, Mutter, Schwester und Tante von den Corleonesi getötet wurden, beschloss er 1989, als Pentito mit den Strafverfolgungsbehörden zusammenzuarbeiten. Laut Marino Mannoia hat der in Sizilien geborene Bankier Michele Sindona den Erlös des Heroinhandels für das Netzwerk Bontade-Spatola-Inzerillo-Gambino gewaschen.

### Cupola
1970 wurde die Sizilianische Mafia-Kommission, die „Cupola“, wiederbelebt. Sie bestand aus zehn Mitgliedern und wurde zunächst jedoch von einem Triumvirat regiert, das aus Gaetano Badalamenti, Stefano Bontade und dem Corleonesi-Boss Luciano Leggio bestand, obwohl es in Wirklichkeit Salvatore Riina war, der die Macht der Corleonesi tatsächlich innehatte. Zu dieser Zeit entwickelte sich Bontade zu einem der anerkannten Führer der sizilianischen Mafia. Stefano war jung, sehr reich, sympathisch, intelligent und vernünftig sowie der Sohn eines respektierten Mafia-Capos. All dies machte Bontade zu einem unbestrittenen Kandidaten für die sizilianische Mafia-Kommission. 1975 wurde die gesamte Kommission unter der Führung von Badalamenti neu konstituiert.
Die Aufgabe der Mafia-Kommission war es, Streitigkeiten innerhalb der Familien beizulegen und den inneren Frieden zu bewahren. Leggio und sein Stellvertreter und Nachfolger Salvatore Riina planten, die Clans aus Palermo, einschließlich Bontade und Bontades Verbündeten Salvatore Inzerillo, auszurotten.
Gegen Ende 1978 wechselte die Führung der sizilianischen Mafia. Gaetano Badalamenti wurde aus der Kommission ausgeschlossen und durch Michele Greco ersetzt. Dies beendete eine Periode relativen Friedens und bewirkte eine große Veränderung in der Mafia selbst. In Wirklichkeit hatte Michele Greco die Achse Bontade-Inzerillo-Badalamenti verraten und sich insgeheim mit Salvatore Riina verbündet. Später sollte er seine Machtposition dazu nutzen, um weitere Vasallen von Bontade heimtückisch in den Tod zu locken.

### Zweiter Mafiakrieg
Der Zweite Mafia-Krieg in den Jahren 1981 bis 1983 bestand im Prinzip aus zwei Feldzügen, die von den Corleonesi geführt wurden. Heimlich hatten sie sich, entgegengesetzt zu den Loyalitätsregeln der Cosa Nosta, mit einigen abtrünnigen Palermitaner Mafiafamilien verbündet und nutzten diese neue Allianz, um die Achse Bontade-Inzerillo-Badalamenti auszulöschen. Den zweiten Feldzug führten sie parallel dazu gegen den italienischen Staat und seine Strafverfolgungsbehörden.
Das einzige Motiv für den Zweiten Mafia-Krieg war, mit Waffengewalt die alleinige Kontrolle über den Heroinhandel zu erlangen. Totó Riinas Strategie war es, die alteingesessenen Palermitaner Familien sukzessiv zu isolieren, indem er die extrem gewalttätige Corso-dei-Mille-Familie für sich gewann und bereits im Vorfeld begann, Bontades Verbündete außerhalb von Palermo zu eliminieren, darunter Giuseppe Di Cristina († 30. Mai 1978) und Giuseppe Calderone († 8. September 1978), die Bosse von Riesi und Catania.
Trotz ihrer wesentlich größeren finanziellen Mittel und des breiteren internationalen Netzwerks konnte das Netzwerk Bontade-Spatola-Inzerillo-Badalamenti der rücksichtslosen Gewalt der Corleonesi nicht standhalten. Die wichtigsten Mitglieder der Clans Inzerillo, Spatola und Gambino wurden im März 1980 wegen Heroinhandels verhaftet, was Bontades Position weiterhin erheblich untergrub.
Am 23. April 1981, als Bontade von der Feier seines 42. Geburtstags nach Hause fuhr, wurde er in seinem Auto, einer Giulietta 2000, in Palermo mit Schnellfeuergewehren erschossen. Der Mord wurde von einer „Squadra della Morte“ (Todesschwadron), darunter Riinas favorisierter Auftragskiller Giuseppe „Pino“ „Scarpuzzedda“ Greco, ein Neffe Michele Grecos, durchgeführt. Drei Wochen später wurde Bontades enger Verbündeter, Salvatore Inzerillo, mit derselben Kalaschnikow getötet.
Das gleiche Schicksal erlitten viele Verwandte, Freunde und Geschäftspartner Bontades, insbesondere um Blutrache vorzubeugen. Nach der „Mattanza“ des Zweiten Mafiakrieges kamen die Aktivitäten der Santa-Maria-di-Gesù-Familie so gut wie vollständig zum Erliegen.

### Versuch eines Neubeginns
Im Jahr 2015, 32 Jahre nach Ende des Zweiten Mafiakrieges, wurden aufgrund von Fotos und Tonbandaufzeichnungen sechs Angehörige der Santa-Maria-di-Gesù-Familie festgenommen, die an der Ermordung eines jungen Mannes beteiligt gewesen sein sollten. Im Jahr 2011 wurde die Operation Hawk gegen die neugegründete Santa-Maria-di-Gesù-Familie unter Giuseppe Greco durchgeführt.

## Bedeutende Angehörige der Santa-Maria-di-Gesù-Familie
- Salvatore „Totuccio“ Contorno (* 1946), wurde 1975 Mitglied der Santa-Maria-di-Gesù-Familie.
- Girolamo „Mimmo“ Teresi († 26. Mai 1981; in eine Falle gelockt und in einer Lupara bianca getötet?). Bauunternehmer und Schwager von Stefano Bontade. Sottocapo der Santa-Maria-di-Gesù-Familie.
- Francesco Paolo Bontade (1914–1974)
- Stefano Bontade (1939–1981)
- Giovanni Bontate (* 1946 in Palermo; † 28. September 1988, ebenda), Bruder von Stefano Bontade und Anwalt in Palermo. Während des Zweiten Mafiakrieges soll er seinen Bruder Stefano verraten und sich auf die Seite der Gegner, der Corleonesi, gestellt haben, um die Macht in der Cosca Santa Maria di Gesù zu erlangen. Während des Maxi-Prozesses 1986 bis 1987 stritt er jegliche Verbindung zur Mafia ab. 1988 wurde er zusammen mit seiner Frau Francesca Citarda ermordet.
- Francesco Paolo Bontate, Sohn von Stefano Bontade. Francesco Paolo wurde 2003 wegen Drogenhandels verhaftet und 2007 wegen guter Führung freigelassen. Danach nahm er ein Universitätsstudium auf.
- Roberta Bontate: Nichte von Stefano Bontade und Tochter von Giovanni Bontade. Sie war Mitglied von Live Europe, einer Antimafia-Vereinigung, zu der auch Don Mario Golesano gehörte
- Pietro Aglieri (* 1959), Capo. Nachfolger von Giovanni Bontate.